# Wiener EV
Wiener EV (celým názvem: Wiener Eislauf-Verein) je rakouský sportovní klub, který sídlí ve Vídni. Založen byl v roce 1867 a patří tak mezi nejstarší sportovní kluby v Rakousku. Znám je ovšem především kvůli svému oddílu ledního hokeje, který byl založen v roce 1914. Za svoji dlouho historii klub získal třináct mistrovských titulů Rakouska v ledním hokeji. V letech 1939–1945 a 1948–1951 působil společně s klubem EK Engelmann Wien pod nově vytvořeným vídeňským superklubem s názvem Wiener EG. V roce 2000 oddíl postihly finanční problémy, díky čemuž byl později založen i nový klub ledního hokeje pod názvem Vienna Capitals. Samotný oddíl zanikl až v roce 2007. Mimo zaniklý oddíl ledního hokeje klub nadále provozuje oddíly krasobruslení a rychlobruslení. Klubové barvy jsou modrá a bílá.
Své domácí zápasy odehrával oddíl ledního hokeje v Stadthalle Wien s kapacitou 8 024 diváků.

## Historické názvy
Zdroj: 
- 1867 – Wiener EV (Wiener Eislauf-Verein)
- 1914 – založení oddílu ledního hokeje
- 1939 – fúze s EK Engelmann Wien do nově vytvořeného Wieneru EG (Wiener Eissport-Gemeinschaft)
- 1945 – osamostatnění
- 1948 – opětovná fúze s EK Engelmann Wien do obnoveného Wieneru EG (Wiener Eissport-Gemeinschaft)
- 1951 – znovu osamostatnění
- 2007 – zánik oddílu ledního hokeje

## Získané trofeje
- Rakouský mistr v ledním hokeji ( 13× )
  - 1922/23, 1923/24, 1925/26, 1926/27, 1927/28, 1928/29, 1929/30, 1930/31, 1932/33, 1936/37, 1946/47, 1947/48, 1961/62

## Přehled ligové účasti
Zdroj: 
- 1922–1937: Österreichische Eishockey-Meisterschaft (1. ligová úroveň v Rakousku)
- 1945–1948: Österreichische Eishockey-Liga (1. ligová úroveň v Rakousku)
- 1958–1960: Eishockey-Nationalliga (2. ligová úroveň v Rakousku)
- 1960–1984: Österreichische Eishockey-Liga (1. ligová úroveň v Rakousku)
- 1984–1985: Eishockey-Nationalliga (2. ligová úroveň v Rakousku)
- 1985–1992: Österreichische Eishockey-Liga (1. ligová úroveň v Rakousku)
- 1991–1992: Alpenliga (mezinárodní soutěž)
- 1992–1994: Eishockey-Nationalliga (2. ligová úroveň v Rakousku)
- 1994–2000: Österreichische Eishockey-Liga (1. ligová úroveň v Rakousku)
- 1994–1999: Alpenliga (mezinárodní soutěž)
- 1999–2000: Interliga (mezinárodní soutěž)
- 2002–2003: Eishockey-Oberliga (3. ligová úroveň v Rakousku)
- 2003–2007: Eishockey-Nationalliga (2. ligová úroveň v Rakousku)

## Účast v mezinárodních pohárech
Zdroj: 
Legenda: SP - Spenglerův pohár, EHP - Evropský hokejový pohár, EHL - Evropská hokejová liga, SSix - Super six, IIHFSup - IIHF Superpohár, VC - Victoria Cup, HLMI - Hokejová liga mistrů IIHF, ET - European Trophy, HLM - Hokejová liga mistrů, KP – Kontinentální pohár
- SP 1923 – Semifinále
- SP 1924 – Semifinále

## Galerie

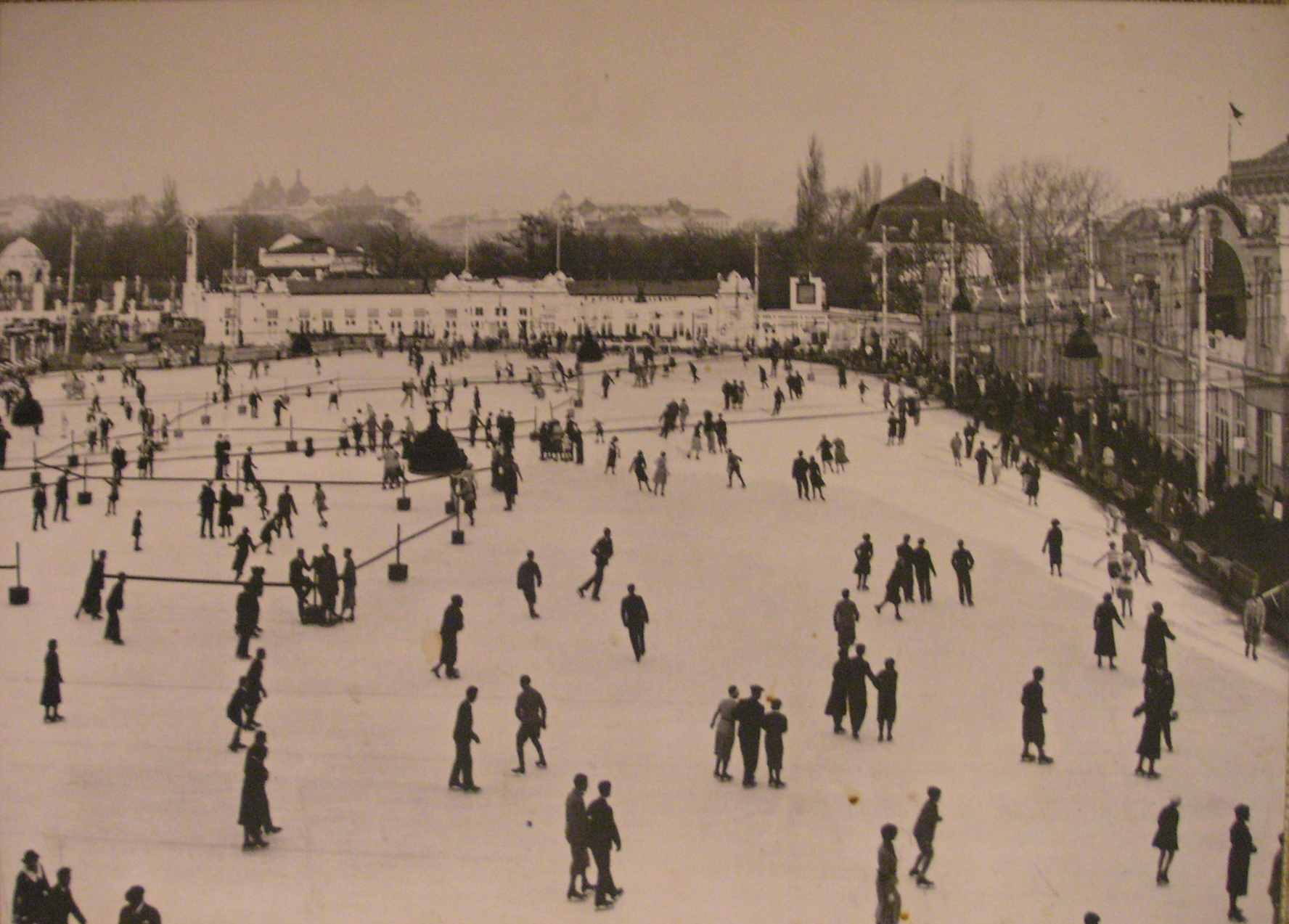
Bruslení na kluzišti WEV v roce 1900
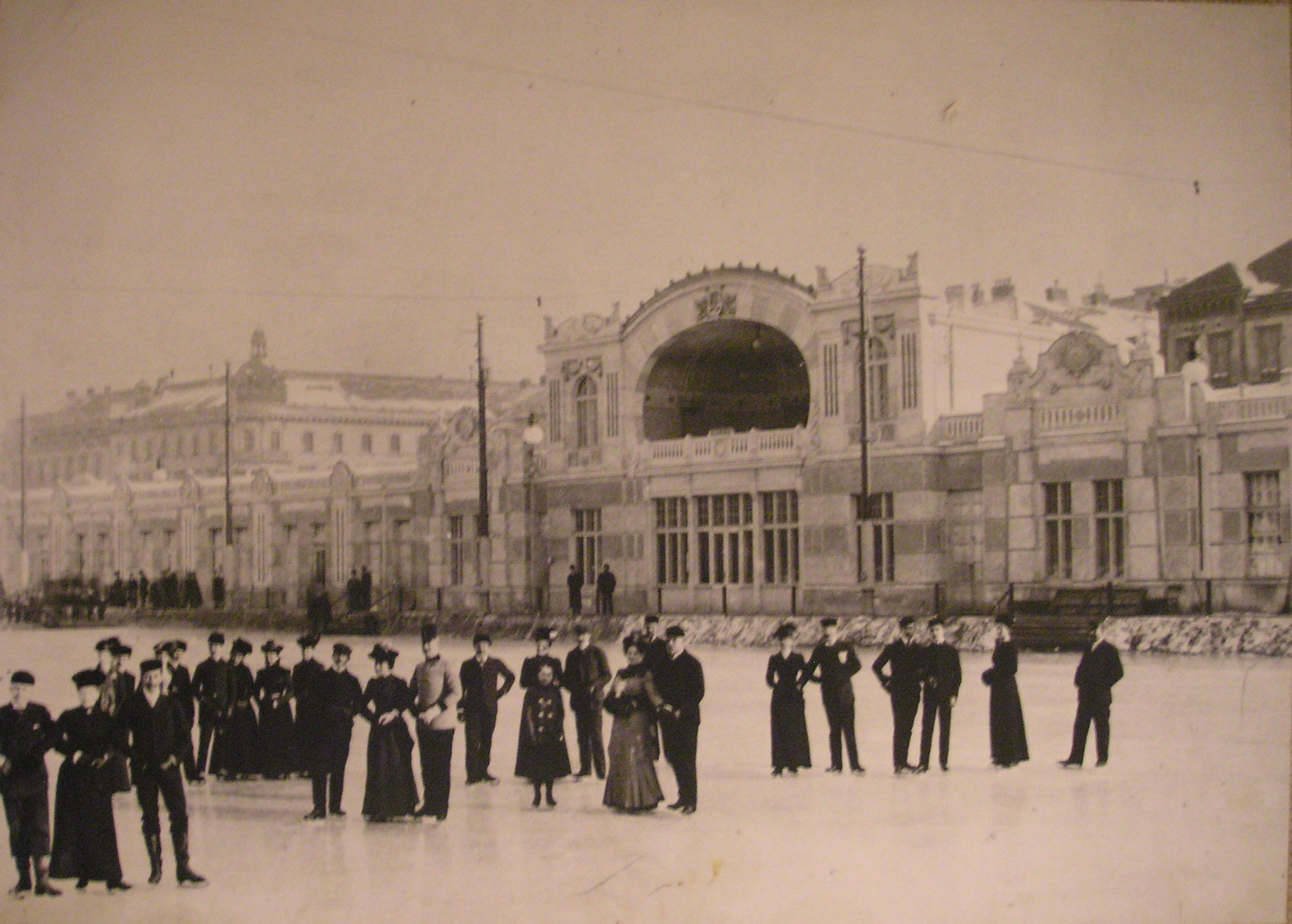
Bruslení na kluzišti WEV v roce 1901
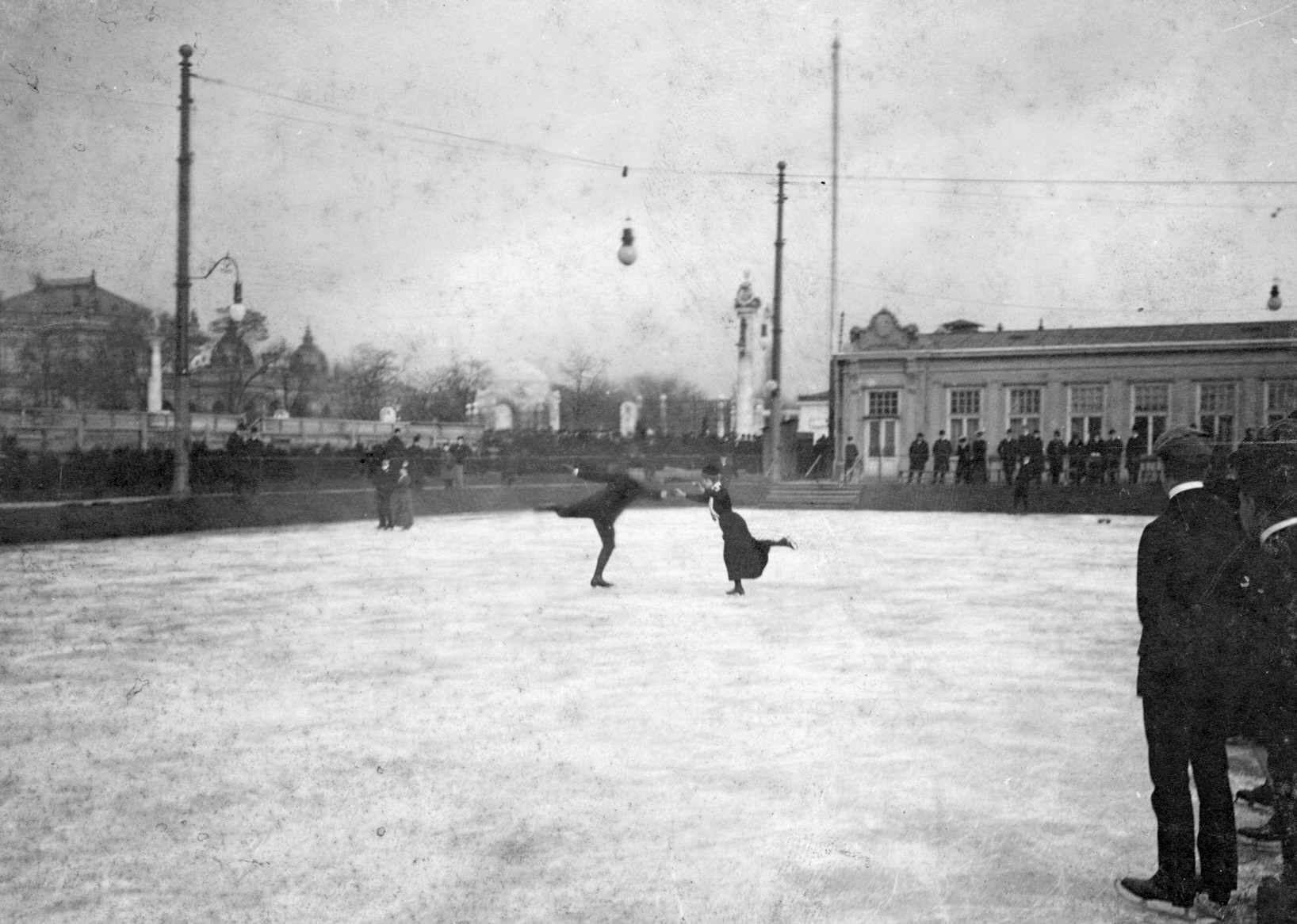
Krasobruslaři WEV v roce 1907
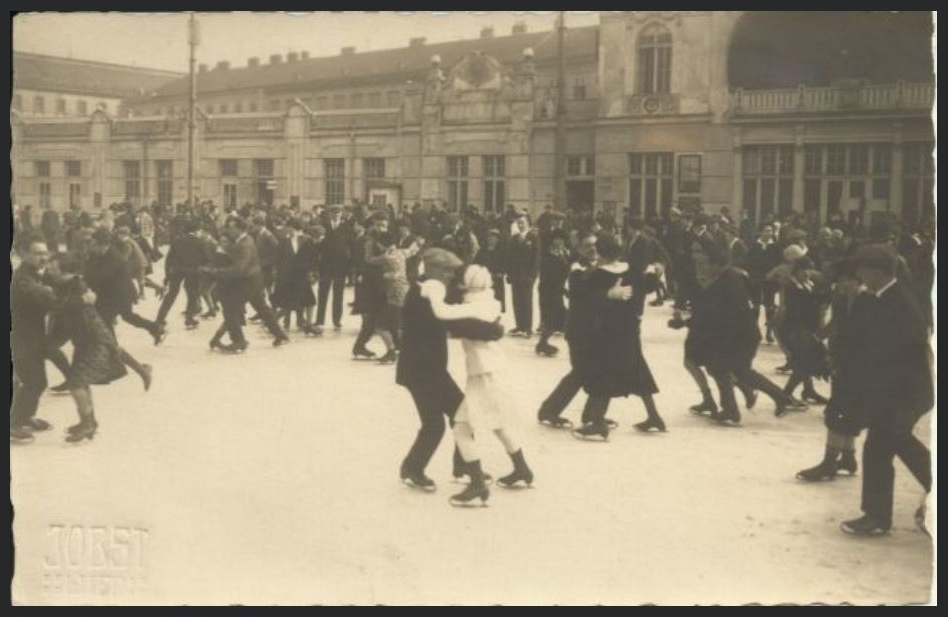
Bruslení na kluzišti WEV ve dvacátých letech